# 向丘村
向丘村（むかおかむら）は、1889年（明治22年）4月1日から1938年（昭和13年）10月1日まで存在した神奈川県橘樹郡の村。

## 概要
神奈川県橘樹郡北部の村。平瀬川の沿岸にあたる。西部は現在の神奈川県川崎市宮前区北部にあたり、東部は高津区、多摩区にまたがる。

## 地理
- 川：平瀬川

## 歴史

### 村名の由来
旧長尾村の鈴木久弥の命名による。「新編武蔵風土記稿」に登場する向ヶ岡などによるものと推定される。

### 沿革
- 室町時代 - 菅生郷の地名が見られる。
- 戦国時代 - 長尾村、平之村の地名が見られる。
- 江戸時代 - 以下の5村が成立。
  - 上作延村（旗本上氏、戸田氏の相給→幕府領）
  - 長尾村（旗本大河内氏・村上氏・木造氏の3給→幕府領、旗本木造氏・村上氏の相給→幕府領）
  - 平村（旗本木造氏知行→幕府領）
  - 下菅生村（旗本木造氏・椿井氏の相給→幕府領、旗本椿井氏知行）
  - 天真寺新田（幕府領）
- 1868年（明治元年）
  - 旧暦6月17日 - 神奈川府の管轄となる。
  - 旧暦9月21日 - 神奈川府が神奈川県に改称。
- 1874年（明治7年） - 大区小区制の施行により、平村、長尾村、上作延村、下菅生村、天真寺新田が第5大区第6小区になる。
- 1875年（明治8年） - 下菅生村、天真寺新田が合併して菅生村が成立。
- 1889年（明治22年）4月1日 - 町村制の施行により、上作延村、長尾村、平村、菅生村および下作延村の飛地が合併して向丘村が成立。
- 1917年（大正6年）5月 - 4800円余りの費用をかけた喜津根坂の道路改修工事が竣工。（後年向丘村にて改修記念碑を建立）
- 1935年（昭和10年） - 総工費11,800円余りをかけ東長沢交差点から生田駅方面に向かう全長1,389mの新道が完成。
- 1938年（昭和13年）10月1日 - 川崎市に編入。同日向丘村廃止。
- 1951年（昭和26年） - 軍用地が解放され、その地に向ケ丘という大字が設定される。
- 1961年（昭和36年）4月15日 - 旧平村・旧長尾村の各一部から五所塚が起立。
- 1971年（昭和46年）11月1日 - 土地区画整理事業により、旧長尾村の一部と、旧馬絹村の一部から神木が起立。
- 1972年（昭和47年）4月1日 - 川崎市が政令指定都市に指定され、旧村域が高津区になる。
- 1975年（昭和50年）2月1日 - 旧長尾村の一部が多摩区に編入され、住居表示が実施される。長尾が起立。
- 1982年（昭和57年）7月1日 - 川崎市高津区から宮前区を分区。旧村域のうち旧平村、菅生村の全域と、旧長尾村の一部（1975年に多摩区に編入された地域を除く）が宮前区になる。同時に旧長尾村の未施行区域で住居表示が施行され、神木本町が起立。

### 向丘村関連史跡
- 三堰維持記念碑 - 1895年4月建立（所在地：上作延）
- 征清戦勝記念碑 - 1895年10月向丘村恤兵會建設（所在地：等覚院内）
- 御大禮記念道路改修之碑 - 1917年5月に竣工した喜津根坂道路改修工事の記念碑。1928年10月建碑 向丘村（所在地：喜津根坂上）
- 志良以先生頌徳碑 - 向丘村立経綸校長であった志良以先生の顕彰碑、静修塾名誉顧問 鈴木久弥 撰文。1931年12月建碑（所在地：妙楽寺内）
- 昭和道路改修記念碑 - 東長沢交差点から生田駅方面に向かう全長1,389mの新道工事を記念した碑。1935年完工。（所在地：長沢3丁目）

## 現在の町名
川崎市高津区
- 旧下作延村飛地：向ケ丘
- 旧上作延村：上作延

川崎市多摩区
- 旧長尾村（一部）：長尾

川崎市宮前区
- 旧平村：平、南平台、けやき平、白幡台（一部）、五所塚（一部）
- 旧菅生村：犬蔵、菅生、水沢、潮見台、菅生ケ丘、初山、白幡台（一部）
- 旧長尾村（一部）：神木本町、神木（一部）、五所塚（一部）